# Tricholoma orirubens
Tricholoma orirubens Quél., 1872 è un fungo lamellato del genere Tricholoma; è noto anche con il nome di tricoloma dalle lamelle rosse. I carpofori, dalla sommità grigiastra, si trovano di solito singolarmente o in piccoli gruppi, in autunno, nei boschi di latifoglie e conifere.

## Tassonomia
Tricholoma orirubens fu descritto per la prima volta nel 1873 dal micologo francese Lucien Quélet. Il nome Tricholoma deriva dal greco antico trichos/τριχος ("pelo", "capello") and loma/λωμα ("orlo", "frangia" o "bordo").

## Descrizione
Tricholoma orirubens ha un cappello grigio scuro o grigio-marrone fino a 7,5 cm di diametro, con qualche scaglia nerastra più scure e un margine dritto o ondulato. Il cappello è lievemente conico e leggermente aguzzo prima dell'apertura e dell'appiattimento, con talvolta al centro, anche negli esemplari adulti, una sporgenza (umbone) o, al contrario, una depressione centrale. Le spesse lamelle, grigie, sono adnate e ampiamente distanziate tra loro; diventano rapidamente rossastre se ammaccate o maneggiate (da cui deriva il termine orirubens, cioè "dalle labbra arrossanti", intendendo con "labbra" le lamelle). Il gambo, senza anelli e di colore bianco o grigio chiaro, misura da 4,5 a 8 cm di altezza e da 0,7 a 2,5 cm di larghezza; peculiarmente, la base di esso è tenuemente bluastra.

## Distribuzione e habitat
È diffuso soprattutto in Europa, dove comunque non è di facile rinvenimento; è molto raro, ad esempio, nei Paesi Bassi. Si trova isolato o in piccoli gruppi, nei boschi di latifoglie e conifere in autunno, prediligendo terreni argillosi o gessosi. È ectomicorrizico.
Vari esemplari di T. orirubens possono trovarsi associati, a costituire un cosiddetto cerchio delle streghe: uno dei più grandi mai rinvenuti, in Germania, aveva un diametro di 80 metri e constava di circa 10 000 esemplari di fungo.

## Commestibilità
È un fungo commestibile; dall'odore intenso, come di farina, e dal sapore dolce e complesso, Tricholoma orirubens è uno dei funghi del genere Tricholoma culinariamente più apprezzati.